# Чьеу Ву-де
Чьеу (Чиеу) Ву-дэ (вьет. Triệu Vũ Đế, «Воинственный император»), по-китайски Чжао У-ди (кит. 趙武帝, пиньинь Zhào Wǔ dì) — военный чиновник китайской империи Цинь, который, уйдя со службы, основал вьетско-китайское государство Намвьет и династию Чьеу. Личное имя — Да (вьет. Đà, кит. 佗, пиньинь Tuó, палл. То)
Чьеу Да ушёл со службы после того, как империя Цинь пала. Основанное им государство Наньюэ (Намвьет) включало в себя север современного Вьетнама и юг Китая, столицей стал город Панью, современный Гуанчжоу. Чьеу Да правил как ханьцами, так и байюэ, он поощрял браки между ними и взаимную ассимиляцию. Династию, которую он основал, называют Династия Чьеу (кит. трад. 趙朝, упр. 赵朝, пиньинь zhàocháo, палл. чжаочао). Традиционная вьетнамская историческая наука считала Чьеу вьетнамским императором, однако современные историки утверждают, что в 208 году до нашей эры он был завоевателем вьетов.

## Жизнеописание

### Молодость
Чьеу Да родился примерно в 230 году до н. э. в Чжэндине, в то время это была территория царства Чжао. Династия Цинь победила и поглотила Чжао в 222 году до н. э., Чжао То становится подданым Цинь. Чжао служил в экспедиционных войсках, которые послали на юг, и в 206 году до н. э. (согласно вьетнамским легендам) он победил Аулак Ан Зыонг-выонга и присоединил его территорию к Гуандуну и Гуанси, которые к тому времени были под его командованием.

### Создание Наньюэ
В конце правления династии Цинь Чьеу Да получил контроль над обширной территорией, в частности, благодаря альянсам с юэской знатью. Чьеу провозгласил себя правителем Южного Юэ (Наньюэ) и установил столицей Паньюй (кит. трад. 番禺, пиньинь Pānyú), район современного Гуанчжоу.
Государство Чьеу сотрясали конфликты. На севере располагался город Чанша, с которым территория Наньюэ конфликтовала ещё до Чьеу; на востоке находилось военизированное Миньюэ; на западе — Юго-западное И (кит. трад. 西南夷, пиньинь xīnán yí, палл. синань и), сопротивлявшееся ханьским порядкам. В составе самого́ Наньюэ были Западное Оу (кит. трад. 西甌, пиньинь Xīōu, палл. сиоу) и народ лаквьеты, не подчинявшиеся правительству. Однако главной угрозой была Династия Хань, желавшая захватить Наньюэ.
В 196 году до н. э. к Чьеу Да прибыл посол Хань, который привёз печать, удостоверяющую получателя в том, что император считает его независимым правителем. По этому случаю Чьеу сделал юэскую причёску-пучок. В начале своего правления Лю Бан дал три области (кит. трад. 郡, пиньинь jùn, палл. цзюнь) графу Чанши У Жуй, назначил человека по имени Яо Уюй маркизом Хайяна (кит. трад. 海陽侯徭無餘, упр. 海阳侯徭无余, пиньинь Hǎiyáng hóu yáowúyú, палл. Хайян хоу яоуюй), а Чжи — ваном Наньхая (кит. трад. 南海王織, упр. 南海王织, пиньинь Nánhǎi wángzhī, палл. Наньхай ванчжи). Лю Бан ввёл войска в Чаншу, чтобы следить за ситуацией в Наньюэ; Чьеу Да это тревожило. Чьеу попробовал торговать с центральным Китаем, импортировал оттуда множество товаров, а также платил дань китайскому императору. После смерти Лю Бана трон получил его сын, Хуэй-ди (汉惠帝). Новый правитель Китая уважал порядки, установленные отцом, и мир продолжался.

### Регентша Люй-хоу
После семи лет правления Хуэй-ди к власти пришла императрица Люй-хоу, которая в 183 до н. э. внезапно запретила империи Хань торговлю, в том числе важными для Наньюэ железными инструментами и лошадьми. Это произошло из-за У Жуя, правителя Чанши, единственного правителя не из Лю, к которому Люй-хоу хорошо относилась. Торговая блокада имела сильный отрицательный эффект на экономику Наньюэ, народ был недоволен.
Чьеу решил, что эмбарго — это козни владыки Чанши, и послал в тогдашнюю столицу Чанъань несколько гонцов с просьбой прекратить блокаду. Однако У Жуй приказал заточить посланцев в Чанъане и оклеветал Чьеу Да перед императрицей, что привело её в ярость. Она убила родственников Чьеу, живших в Китае, а также уничтожила могилы предков Чьеу, что в Древнем Китае расценивалось как смертельное оскорбление. Чьеу понял, что политическими манёврами проблему решить не удастся.
В 183 году Чьеу провозгласил себя императором Наньюэ У (иер. трад. 南越武帝, ютпхин: Nām⁴yūd⁶ Mou⁵-Dei³, кант.-рус.: на:мъют моутай). Чьеу долго был в ссоре с У Жуем, поэтому наньюэские войска разграбили Чаншу. Люй-хоу приказала атаковать Наньюэ, но её военные силы подкосили болезни, и армия стала небоеспособна. Тем не менее, война продолжалась до самой смерти Люй-хоу. Победитель Чьеу Да расширил свои владения, завоевав города у границы, а также установил отношения с Миньюэ, Западным Оу и лаквьетами; тем не менее, война почти уничтожила торговые связи Наньюэ с Китаем.

### Конец жизни
В 179 году до нашей эры император Вэнь-ди взошёл на китайский трон. Он запретил некоторые циньские жестокие наказания, и Чьеу Да воспользовался предоставленной возможностью; Чьеу сказал императору, что если тот уберёт двоих генералов из Чанши и восстановит родственников Чьеу в Чжэньдине, то Наньюэ будет в мире с Хань. Император немедленно восстановил могилы предков Чьеу, нашёл его выжившего родственника, а также вывел войско из Чанши. Чьеу снял с себя титул императора, снова став вассалом Хань, хотя автономия Наньюэ сохранилась, а Чьеу называли императором по всей территории Наньюэ. Чьеу умер в 137 году до н. э. в возрасте 93 лет. На трон взошёл его внук Чьеу Мат.